# Вдовиченко Борис Несторович
Борис Нестерович Вдовиченко (нар. 27 листопада 1934, Київ, УРСР, СРСР — пом. 23 вересня 2004, Київ, Україна) — український радянський баскетбольний тренер. Заслужений тренер УРСР (1979) і СРСР (1984).

## Спортивна кар'єра
Народився і виріс у Києві. З 1947 року займався в баскетбольній секції ДЮСШ-1 (тренер — Микола Григорович Замков). У 1954—1958 роках навчався в інституті фізкультури й одночасно виступав за вузівську команду СКІФ.
1959 року завершив ігрову кар'єру і почав працювати тренером у дитячо-юнацькій спортивній школі № 1, а згодом у спортшколі товариства «Авангард». До «Будівельника» його запросив Володимир Шаблінський. Три роки працював другим тренером і одинадцять сезонів очолював клуб. У цей час кияни чотири рази були срібними призерами чемпіонату СРСР і двічі — бронзовими.
В сезоні 1981/82 «Будівельник» вдало виступив у Кубку володарів кубків. На попередньому етапі перемога над бухарестським «Динамо» і друге місце на груповому — після мадридського «Реала». У першому матчі півфіналу здобули перемогу над загребською «Цибоною» з рахунком 82:66, але через тиждень не змогли втримати перевагу (поразка 66:92). 1987 року, після трьох сезонів без медалей, залишив команду.
Старший тренер збірної УРСР на Спартакіадах народів СРСР 1979 і 1983 років. У фіналі першого турніру українські баскетболісти поступилися збірній Москви, а через чотири роки взяли переконливий реванш. Серед чемпіонів-83, дев'ять гравців «Будівельника»: Олександр Білостінний, Володимир Ткаченко, Олександр Волков, Андрій Шаптала, Євген Колежук, Роман Рижик, Володимир Рижов, Володимир Коробков, Юрій Сільвестров.
У середині 90-х, разом з Андрієм Подковировим, очолював «Київ-Баскет». За три сезони, команда двічі була срібним призером чемпіонату України та одного разу — бронзовим.

## Досягнення
Чемпіонат СРСР («Будівельник»)
- Друге місце (4): 1977, 1979, 1981, 1982
- Третє місце (2): 1983, 1984

Спартакіада народів СРСР (збірна УРСР)
- Чемпіон (1): 1983
- Друге місце (1): 1979

Чемпіонат України («Київ-Баскет»)
- Друге місце (2): 1994, 1995
- Третє місце (1): 1996